# Ernst Aub

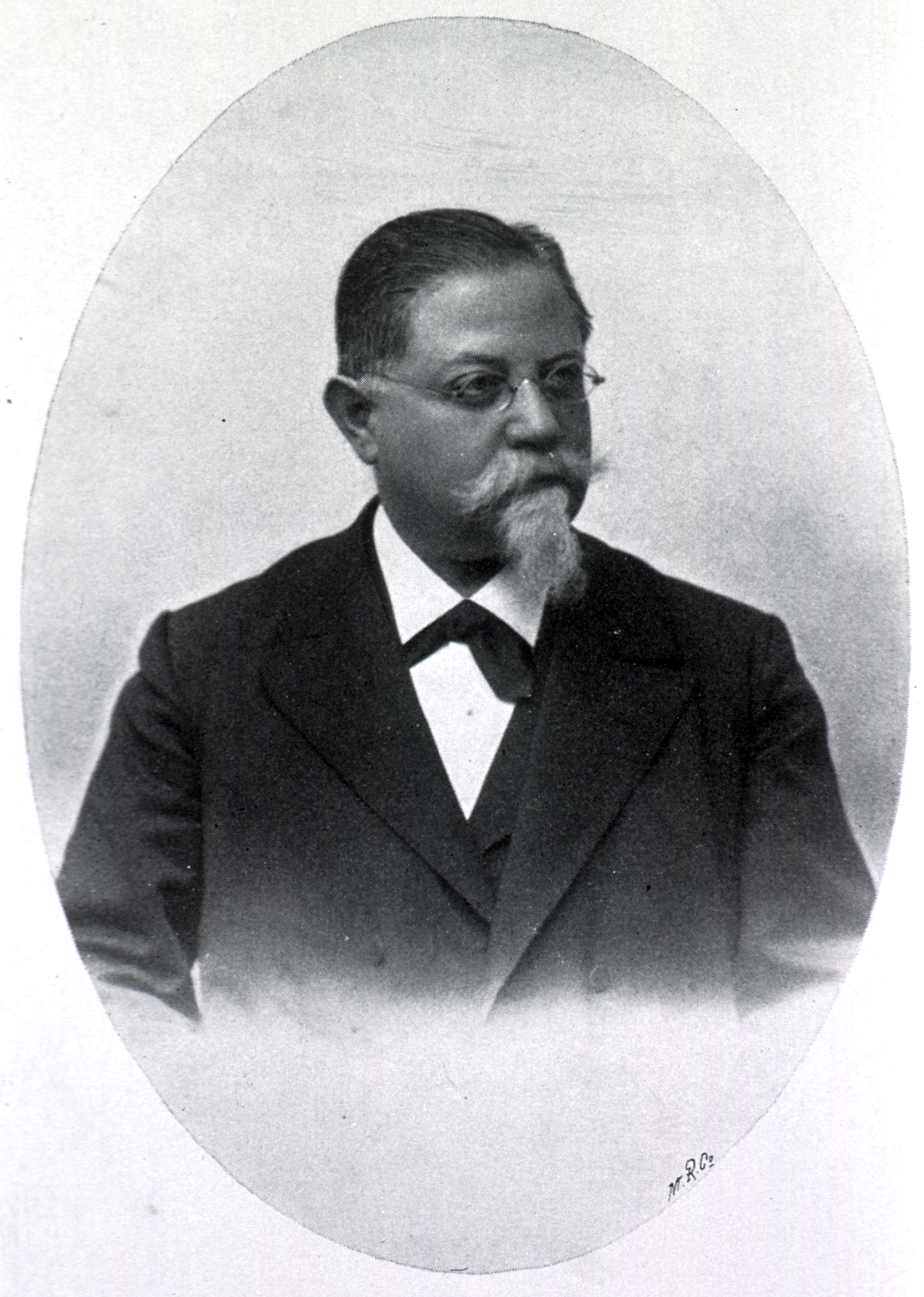
Friedrich Ernst Aub

Friedrich Ernst Aub (* 30. August 1837 in Fürth; † 18. März 1900 in München) war ein deutscher Mediziner und Politiker.

## Leben
Als Sohn eines Kaufmanns geboren, studierte Aub nach dem Besuch des Gymnasiums in Nürnberg Medizin in Erlangen. Während seines Studiums wurde er 1856 Mitglied der Burschenschaft Germania Erlangen. 1862 wurde er zum Dr. med. promoviert und war dann Assistent am Städtischen Krankenhaus in Fürth. Ab 1865 arbeitete er als praktischer Arzt in Oberschwaningen, ab 1869 in Feuchtwangen und wurde 1879 Bezirksarzt, dann ab 1886 Bezirks- und Polizeiarzt in München. 1897 wurde er Regierungs- und Kreismedizinalrat für Oberbayern. 1871 kam er als Ersatzmann in den Bayerischen Landtag und war ab 1875 für Dinkelsbühl und als Fraktionsvorstand der Nationalliberalen Partei im Landtag. 1897 war er Präsident des Deutschen Ärztebundes.

## Ehrungen
Am 14. Juli 1874 wurde Aub Ehrenbürger von Feuchtwangen.